# Apicia entychon
Apicia entychon är en fjärilsart som beskrevs av Dyar 1913. Apicia entychon ingår i släktet Apicia och familjen mätare. Inga underarter finns listade i Catalogue of Life.